# Plectranthus fragrans
Plectranthus fragrans là một loài thực vật có hoa trong họ Hoa môi. Loài này được Lebrun & Touss. miêu tả khoa học đầu tiên năm 1943.